# Kójino
Kójino (en rus: Кожино) és un poble del krai de Perm, a Rússia, que pertany al districte rural de Bolxessosnovski. El 2010 tenia 2 habitants.